# Freshslice Pizza
Freshslice Pizza — канадська мережа піцерій і франшиза, заснована Реєм Расселом у 1999 році. Франшиза налічує понад 100 закладів по всій Канаді. Вони відомі своєю піцою по шматку, але також продають цілу піцу.

## Історія
Freshslice Pizza була заснована в 1999 році Реєм Расселом у Ванкувері, Британська Колумбія. Почавши з одного ресторану, Freshslice виросла до більш ніж 100 закладів по всій Канаді.

## Нагороди та визнання
У 2014 та 2015 роках Freshslice отримала нагороду «Golden Plate» за найкращу піцу по шматку від щотижневого видання Ванкувера The Georgia Straight.
У 2016 році Рей Рассел та компанія Freshslice отримали друге місце в номінації «Підприємець року» за версією BCBusiness та Ernst & Young (EY) за його участь у компанії Freshslice.

## Юридичні проблеми
У 2011 році дві компанії Freshslice Pizza та власник двох франчайзингових точок були оштрафовані на 44 000 CAD за використання праці нелегальних працівників. Компанії, що належать Рею Расселу та співробітнику компанії Бахману Афшарі, були звинувачені агентством прикордонної служби Канади після того, як за наводкою було виявлено, що понад десяток нелегальних іммігрантів працювали на підприємствах Freshslice у Ванкувері. Афшарі також було пред'явлено особисте звинувачення.
У 2014 році верховний суд Британської Колумбії визнав Рассела винним у неправомірному звільненні працівника компанії. Суд присудив виплатити колишньому працівникові понад 40 000 канадських доларів.